# Rose & Thorn
Rose & Thorn sono due personalità  di un personaggio immaginario della Golden Age della DC Comics.
Thorn alias di Rose Canton è una donna affetta da una personalità dissociata: quella tendente al crimine possiede l'abilità di controllare le piante. Inizialmente, lei e i suoi uomini erano nemici di Flash. Dopo essere stata (apparentemente) curata del suo alter ego, Rose sposò Alan Scott con il quale ebbe due figli, Jennifer-Lynn Hayden e Todd James Rice. Dopo la ricomparsa della sua pazzia, si suicidò.
Anni dopo, comparve una seconda "Rose & Thorn", Rhosyn Forrest.

## Biografia del personaggio
Da bambina, Rose Canton aveva un amico immaginario, "Thorn" (dall'inglese, Spina), a cui dava la colpa del suo comportamento negativo. Nel corso degli anni, Thorn si sviluppò nella mente di Rose, come una personalità autentica. Da adulta, Rose studiò biologia sull'isola di Tashmi, dove fu esposta alla linfa di una radice presente nella giungla, che la trasformò in Thorn. Dopo aver ucciso il proprio insegnante, il Professor Hollis, tornò in sé. Ritornò in America e si stabilì nella città di Keystone dove Thorn fu leader di una gang che combatteva contro Flash. Quando riaveva il controllo di sé stessa, andava in cerca di Jay perché l'aiutasse, presentandosi da lui sotto l'identità della sorella di Thorn.
Le Amazzoni dell'Isola Paradiso la sottoposero ad un trattamento psicologico, e più o meno riuscirono a liberare Rose dalla personalità di Thorn. Durante il ricovero, ebbe una cotta per Alan Scott. Tingendosi i capelli di nero, assunse l'identità di Alyx Florin, corteggiandolo fino a che riuscì a farsi sposare. La tragedia colpì Rose, quando, durante la luna di miele, Thorn ricomparve. La personalità di Rose riuscì a prevenire che Thorn uccidesse Alan, ma lei invece scelse di fuggire, preferendo far credere ad Alan che era perita nell'incendio che bruciò la loro stanza. Durante la loro breve relazione diedero al mondo due gemelli, due bambini che sarebbero divenuti i supereroi Jade ed Obsidian. Temendo che Thorn potesse fare loro del male, Rose li diede in adozione.
Thorn continuò a battersi contro Alan, ancora all'oscuro dell'identità di sua moglie. Sull'isola di Tashmi, Rose affrontò Alan e i suoi due figli, adesso adulti entrambi. Per fermare Thorn, che avrebbe tentato sicuramente di assassinarli, Rose si pugnalò fatalmente al cuore.
Fu rivelato che Rose ebbe una terza figlia, conosciuta solo come Mayflower, membro della squadra del governo statunitense dei Force of July. Mayflower possiede le stesse abilità di sua madre con le piante, e fa sì che obbidiscano alla sua volontà. Mayflower, però, parla con accento britannico e l'identità di suo padre non fu mai rivelata. Fu uccisa da Ravan, all'epoca membro della Suicide Squad, durante gli eventi della Janus Directive.

## Poteri e abilità
L'esposizione alla linfa di una rara pianta tropicale diede a Thorn il controllo sulla vita delle piante, specialmente quelle dotate di uno stelo spinoso. La linfa in questione fu anche responsabile della trasformazione fisica di Rose in Thorn. Possiede anche l'abilità di ruotare velocemente, come una trottola. Thorn può anche fare ricorso all'enorme conoscenza di Rose sulla botanica, tra le quali vi sono diverse tossine prodotte dalle piante stesse.